# Канатларци
Канатларци (на македонска литературна норма: Канатларци) е село в южната част на Северна Македония, община Прилеп.

## География
Селото е разположено в областта Пелагония.

## История
През 1607 година жителите на Канатларци взимат едногодишен заем от вакъфа на Ахмед паша при месджида на шейх Хъзр Бали в Битоля в размер на 3000 акчета при лихва от 15% процента. Гаранти за парите са самите селяни, един за друг. В документ от 1609 година като длъжници са отбелязани местните жители Шехсивар, Омер, Халифе имам, Мехмет, син на Халил, Ахмет Улван и още един, син на Омер, чието име не е разчетено. В 1623 година, Хусеин бег, спахия на Канатларци се оплаква, че жителите на селото не обработват земята.
В XIX век Канатларци е село в Прилепска кааза на Османската империя. В „Етнография на вилаетите Адрианопол, Монастир и Салоника“, издадена в Константинопол в 1878 година и отразяваща статистиката на населението от 1873 година, Канатларци (Kanatlartzi) е посочено като село със 116 домакинства с 388 жители мюсюлмани, 153 българи и 43 цигани.
Според статистиката на Васил Кънчов („Македония. Етнография и статистика“) от 1900 година Канатларци има 915 жители, от тях 55 българи християни, 840 турци и 20 цигани.
На Етнографската карта на Битолския вилает на Картографския институт в София от 1901 година Канатларци е смесено село българи, албанци и турци в Прилепската каза на Битолския санджак със 142 къщи.
В началото на XX век българското население на селото е под върховенството на Българската екзархия. По данни на секретаря на екзархията Димитър Мишев („La Macédoine et sa Population Chrétienne“) през 1905 година в Канадларци има 55 българи екзархисти и работи българско училище.
Според Димитър Гаджанов в 1916 година в Канатларци живеят 1110 турци.
На 5 април 1975 година в селото е открита поща.
Според преброяването от 2002 година селото има 972 жители, от които:
| Националност     | Всичко |
| северномакедонци | 111    |
| албанци          | 1      |
| турци            | 791    |
| роми             | 0      |
| власи            | 0      |
| сърби            | 0      |
| бошняци          | 69     |
| други            | 0      |

## Личности
Родени в Канатларци
- Хасан Шемсудин, арестуван преди април 1904 година, обвинен, че е „по време на бунта е откраднал предмети от Крушево“, затворен с решение на Прилепския следствен отдел, лежал в Прилепския затвор, амнистиран с общата амнистия от 12 април 1904 година[10]